# Шкодін Петро Тихонович
Шкодін Петро Тихонович — учасник німецько-радянської війни, Герой Радянського Союзу, один із широнінців.

## Біографія
Петро Шкодін народився 25 лютого 1923 року в селі Лопухінка (нині Губкінський міський округ) Бєлгородської області. У 1936 році закінчив шість класів школи, після чого працював пастухом у колгоспі. У жовтні 1941 року був призваний до Робітничо-селянської Червоної Армії. З 1942 року воював на фронтах Німецько-радянської війни. До березня 1943 гвардії червоноармієць Петро Шкодін був стрільцем 78-го гвардійського стрілецького полку 25-ї гвардійської стрілецької дивізії 6-ї армії Південно-Західного фронту.
2—5 березня 1943 року Шкодін у складі свого взводу, яким командував лейтенант Широнін, брав участь у відбитті контратак німецьких танкових і піхотних частин біля залізничного переїзду на південній околиці села Таранівка Зміївського району Харківської області Української РСР. У тих боях він загинув. Похований у братській могилі на місці бою.
Указом Президії Верховної Ради СРСР від 18 травня 1943 року за «зразкове виконання бойових завдань командування на фронті боротьби з німецькими загарбниками і проявлені при цьому мужність і героїзм» гвардії червоноармієць Петро Шкодін посмертно був удостоєний звання Героя Радянського Союзу. Також посмертно був нагороджений орденом Леніна.

## Пам'ять
На честь Шкодіна названа вулиця в його рідному селі, встановлені бюст в Губкіні та селі Архангельському Губкинського району.